# Irwin Shaw
Irwin Shaw (nacido Irwin Gilbert Shamforoff, Bronx, 27 de febrero de 1913-Davos, Suiza, 16 de mayo de 1984) fue un escritor estadounidense que incursionó en diferentes géneros: drama, novela, cuento y guiones, tanto radiales como cinematográficos.

## Biografía
Su padres fueron Rose y Will Shamforoff, inmigrantes rusos judíos. Tuvo un hermano, David Shaw, que fue un conocido productor en Hollywood. Poco después del nacimiento de Irwin, los Shamforoff se mudaron a Brooklyn. 
Irwin cambió su apellido al entrar a la universidad. En 1934, se graduó con un Bachelor of Arts en el Brooklyn College y al año siguiente empezó a escribir guiones para varios programas de radio, entre los que destacan Dick Tracy, The Gumps y Studio On.
La primera obra teatral de Shaw fue Bury the Dead, un drama expresionista sobre un grupo de soldados muertos que rehúsan ser enterrados. Durante los años 1940, Shaw escribió varios guiones de películas: The Talk of the Town (1942), Commandos Strike at Dawn (1942) y Easy Living (1949). 
Shaw se casó con Marian Edwards, la hija del actor Snitz Edwards. La pareja tuvo un hijo, Adam Shaw, nacido en 1950, quien también se dedicó a escribir.
Enlistado en el Ejército de los Estados Unidos, Shaw fue oficial durante la Segunda Guerra Mundial. 
Su primera novela, El baile de los malditos, fue publicada en 1949 y estaba inspirada en sus experiencias en Europa durante la guerra. La novela fue adaptada al cine en 1958 por el director Edward Dmytryk con la actuación de Marlon Brando y se dio con el mismo nombre en España y con el de Los dioses vencidos en Chile.
En 1951 aparece Veneno en las ondas, sobre el ascenso del macarthismo. Shaw también firmó una petición pidiéndole a la Corte Suprema de los Estados Unidos que revisara los casos de John Howard Lawson y Dalton Trumbo, lo que llevó a una audiencia ante el Comité de Actividades Antiestadounidenses. Shaw fue acusado, junto con otros 150 personajes, por el panfleto reaccionario Red Channels de ser comunista, lo que significó su inclusión en las listas negras de los estudios de cine. Ese mismo año, Shaw abandonó los Estados Unidos y se mudó a Europa, en donde vivió por un cuarto de siglo, principalmente en París y Suiza. Durante los años 1950, escribió varios guiones más, incluyendo los de las películas  Deseo bajo los olmos, de Delbert Mann, basada en la pieza homónima de Eugene O'Neill y Fuego escondido, de Robert Parrish.
Mientras vivía en Europa, Shaw escribió varios libros, entre ellos Hombre rico, hombre pobre, que fue adaptado como miniserie bajo el título El rico y el pobre en 1976. Asimismo, su novela La cima de la colina fue adaptada en telefilme en 1980, protagonizado por Wayne Rogers, Adrienne Barbeau y Sonny Bono.
Shaw fue un reconocido cuentista, que colaboró con Collier's Weekly, The New Yorker, Playboy, The Saturday Evening Post y otras revistas. Sesenta y tres de sus cuentos fueron reunidos en 1978 en Short Stories: Five Decades. Tres —The Girls in Their Summer Dresses, The Monument y The Man Who Married a French Wife— fueron dramatizados en la serie de la PBS Great Performances en 1981.
Shaw recibió numerosos premios, incluyendo el O. Henry 1944 por Walking Wounded y tres Playboy Awards.
Murió a los 71 años, luego de haber sido tratado de cáncer de próstata.

## Obras

### Novelas
- El baile de los malditos (The Young Lions), 1949. Traducción de Evaristo Otero
- Veneno en las ondas (The Troubled Air), 1951. Traducción de Adolfo Martín
- Lucy Crown, 1956. Traducción de Amparo García Burgos
- Cosas de la vida, 1966. Traducción de Jesús Pascual Aguilar
- Dos semanas en otra ciudad (Two Weeks in Another Town). Traducción de Esyllt T. Lawrence
- Voces de un día de verano (Voices of a Summer Day), 1983. Traducción de J. Ferrer Aleu
- Hombre rico, hombre pobre (Rich Man, Poor Man), 1970. Traducción de J. Ferrer Aleu
- Crepúsculo en Bizancio (Evening in Byzantium), 1973. Traducción de Eduardo Mallorqui
- Turno de noche (Night work), 1975. Traducción de María Antonia Menini
- Hombre mendigo, hombre ladrón (Beggerman, Thief), 1977. Traducción de Ana María de la Fuente
- La cima de la colina (The Top of the Hill), 1979. Traducción de J. Ferrer Aleu
- Pan en las aguas (Bread upon the Waters), 1981. Traducción de Lorenzo Cortina
- Pérdidas aceptables (Acceptable losses), 1982. Traducción de César Armando Gómez

### Cuentos
- Ningún jurado les condenaría y otros relatos, Plaza & Janés, 1984
- Círculo de luz y otros relatos, Plaza & Janés, 1984
- Sailor off the Bremen
- Welcome to the City
- Act of nothing
- Mixed Company
- Tip on a Dead Jockey
- Love on a Dark Street
- God Was Here, but He Left Early, 1973
- Short Stories: Five Decades, 1978

### Teatro
- Bury the Dead
- The Gentle People
- Sons and Soldiers
- The Assassin
- Children from Their Games

### No ficción
- In the Company of Dolphins
- ¡París, París!, con ilustraciones de Ronald Searle; traducción de J. Ferrer Aleu